# Криммел, Джон Льюис
Джон Льюис Криммел (англ. John Lewis Krimmel; имя при рождении: Иоганн Людвиг Криммель, нем. Johann Ludwig Krimmel; 30 мая 1786, Вюртемберг, Герцогство Вюртемберг — 15 июля 1821, Джермантаун, Пенсильвания) — американский художник-жанрист немецкого происхождения. За свою значительную роль в истории жанровой живописи иногда именуется «Американским Хогартом».

## Биография
Родился в 1786 или 1787 году в южно-немецком государстве Вюртемберг (ныне — федеральная земля Германии Баден-Вюртемберг). В 1809 году, на фоне событий Наполеоновских войн, вероятно, пытаясь избежать призыва в армию, эмигрировал в США, где поселился в городе Филадельфия.
Не вполне ясно, получил ли Криммел какое-либо художественное образование, но уровень его владения кистью заставляет предполагать это. В 1811 году он впервые обратил на себя внимание картиной «Разносчица, торгующая перечным супом на рынке в Филадельфии». За этой картиной последовали многие другие, изображающие с юмором и точностью быт Филадельфии и её окрестностей, из которых особенно известна картина «День выборов» 1815 года.
В то же время, существует неясность относительно 14 акварельных рисунков, которые русский дипломат и литературный деятель Павел Свиньин, сам некоторое время живший в Филадельфии, использовал для иллюстрации своих записок о Соединённых Штатах. По одним данным, автором этих акварелей являлся сам Свиньин, по другим, Свиньин приобрёл их у Кримелла. В настоящее время акварели хранятся в Метрополитен-музее в Нью-Йорке в составе подборки, известной, как «портфель Свинина». Сотрудники Метрополитен-музея склоняются к авторству Кримелла.
Художник Кримелл, по всей вероятности, был женат на женщине по имени Сусанна (Сьюзен) и являлся отцом нескольких детей. Он утонул в результате несчастного случая летом 1821 года в Филадельфии.

## Галерея

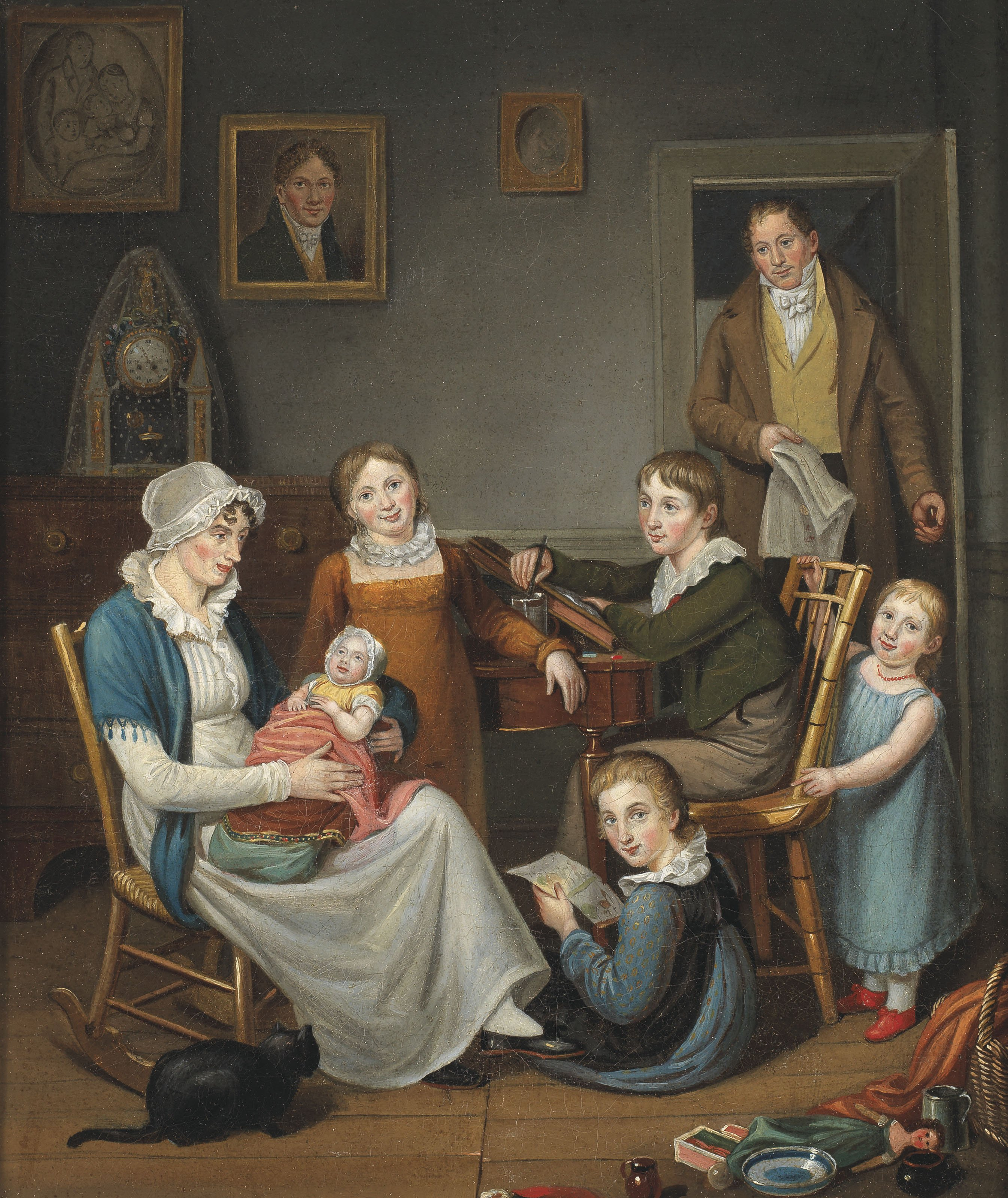
Предполагаемый автопортрет с женой и детьми
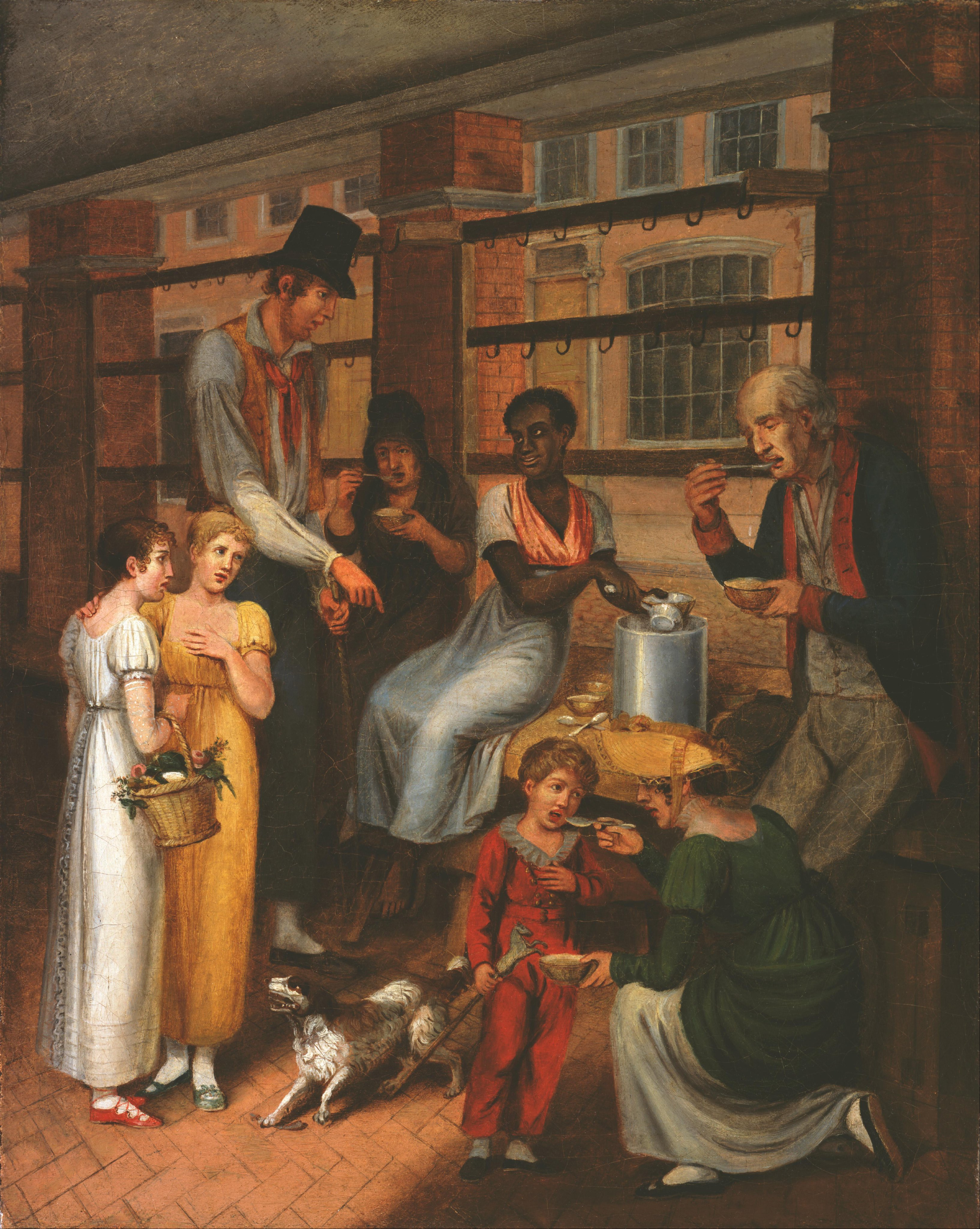
Уличная торговка перечным супом на рынке в Филадельфии
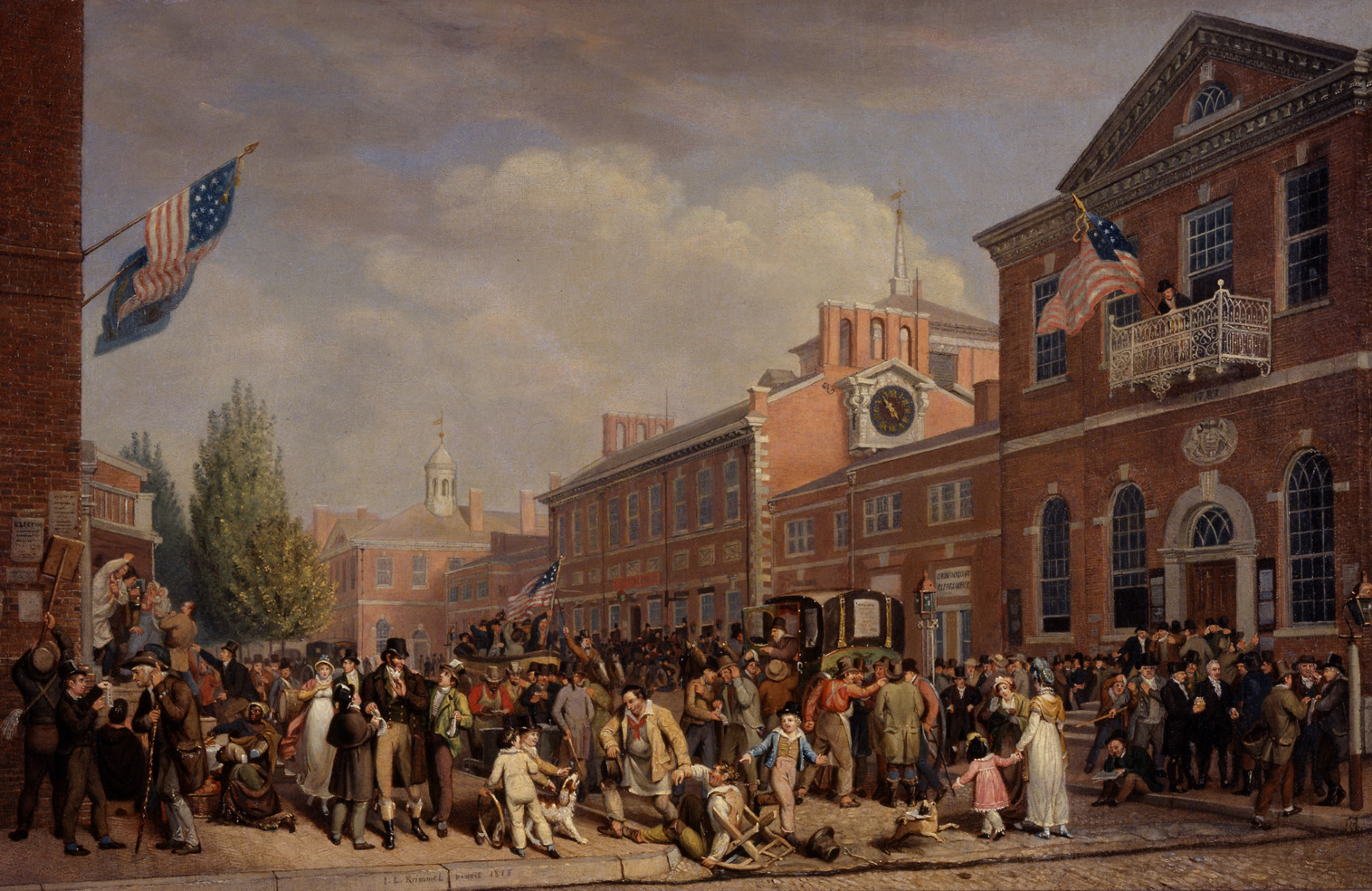
День выборов, 1815
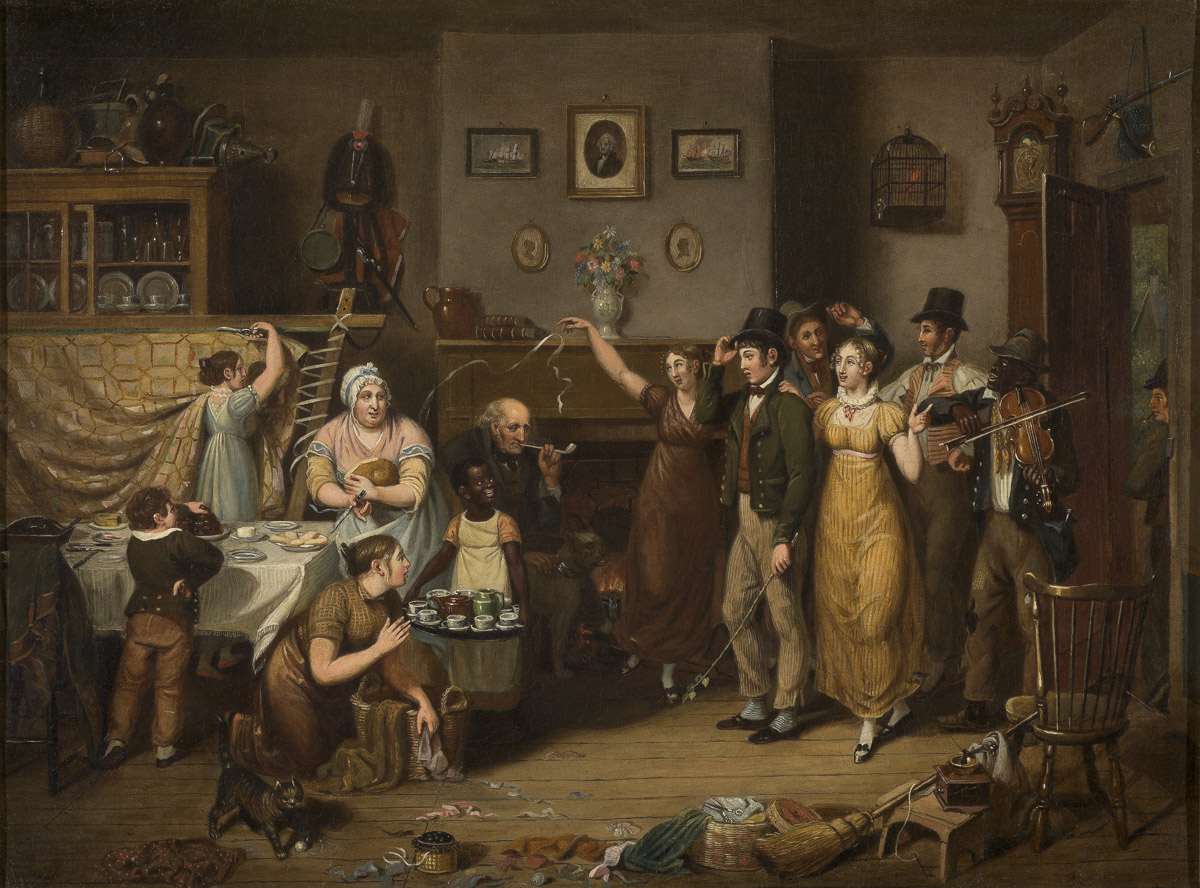
Праздник в семействе среднего достатка
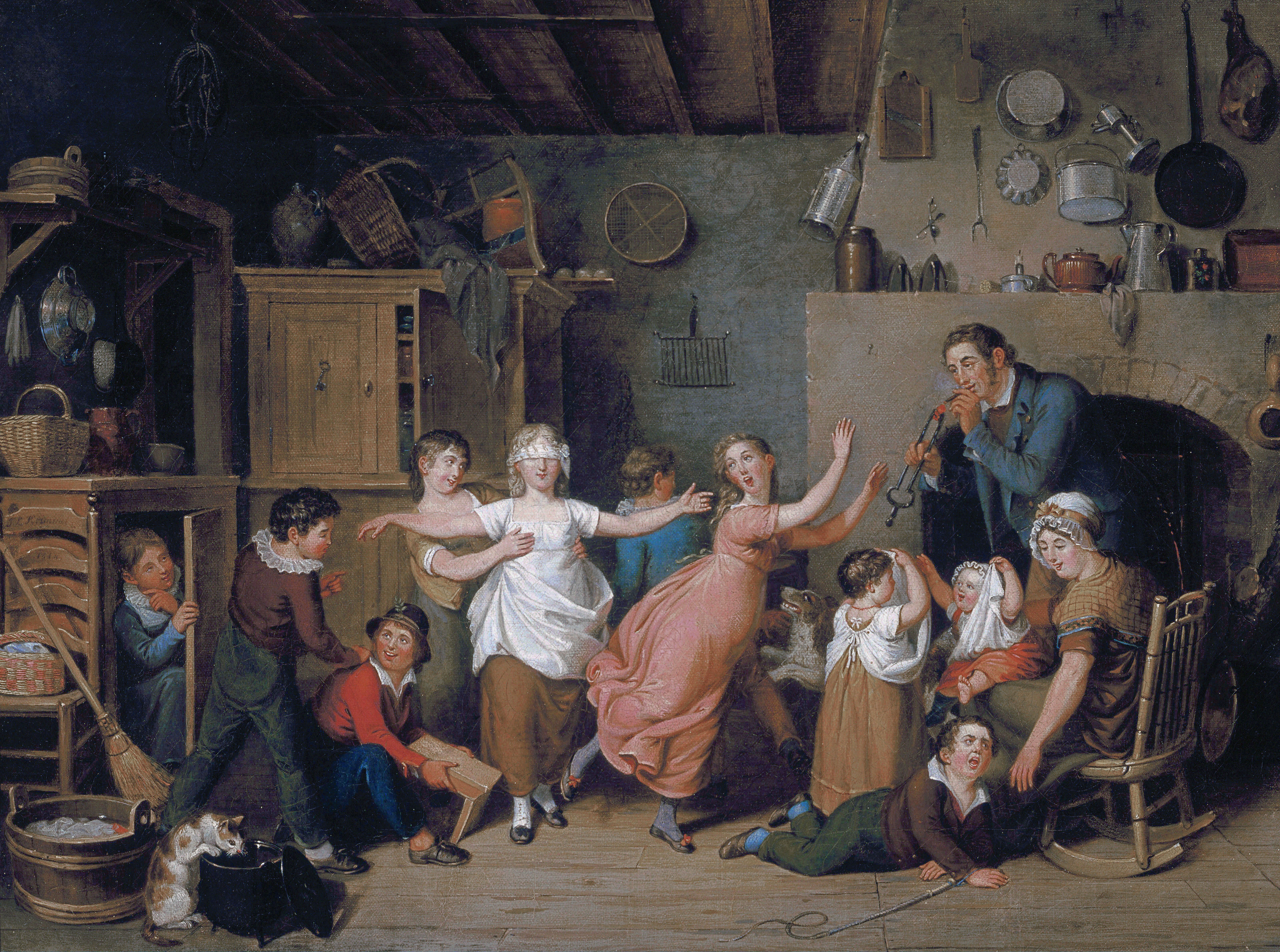
Игра в жмурки
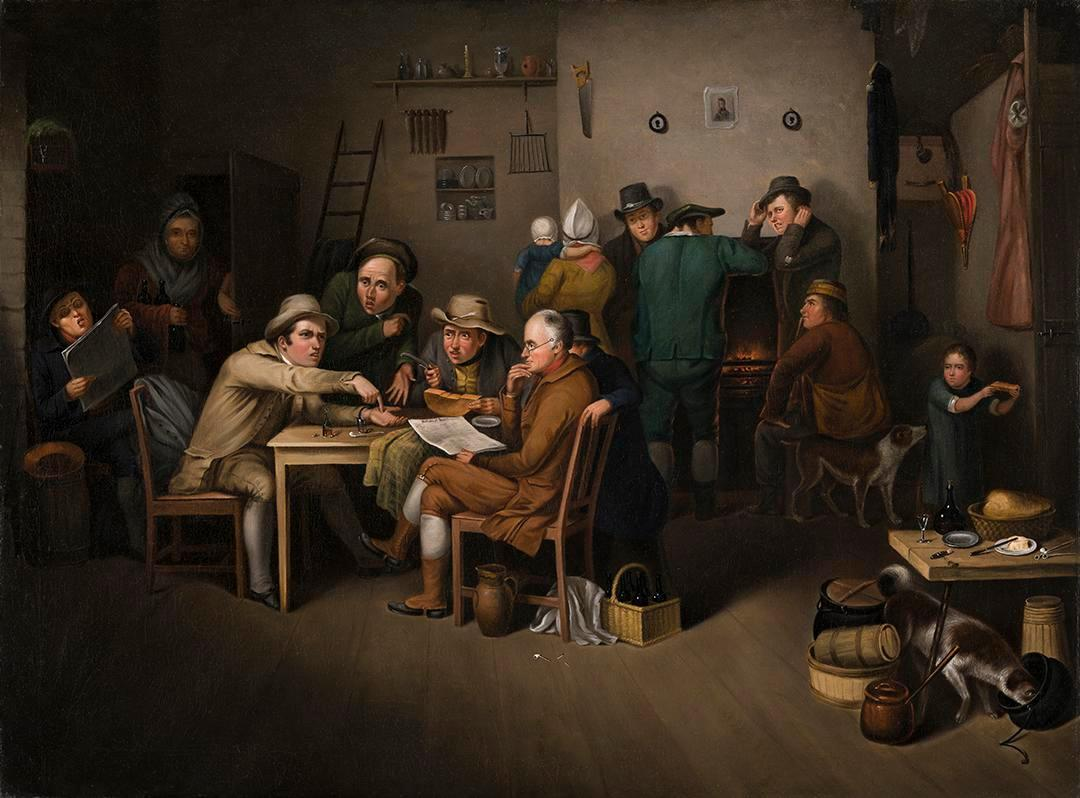
«Деревенские политики»
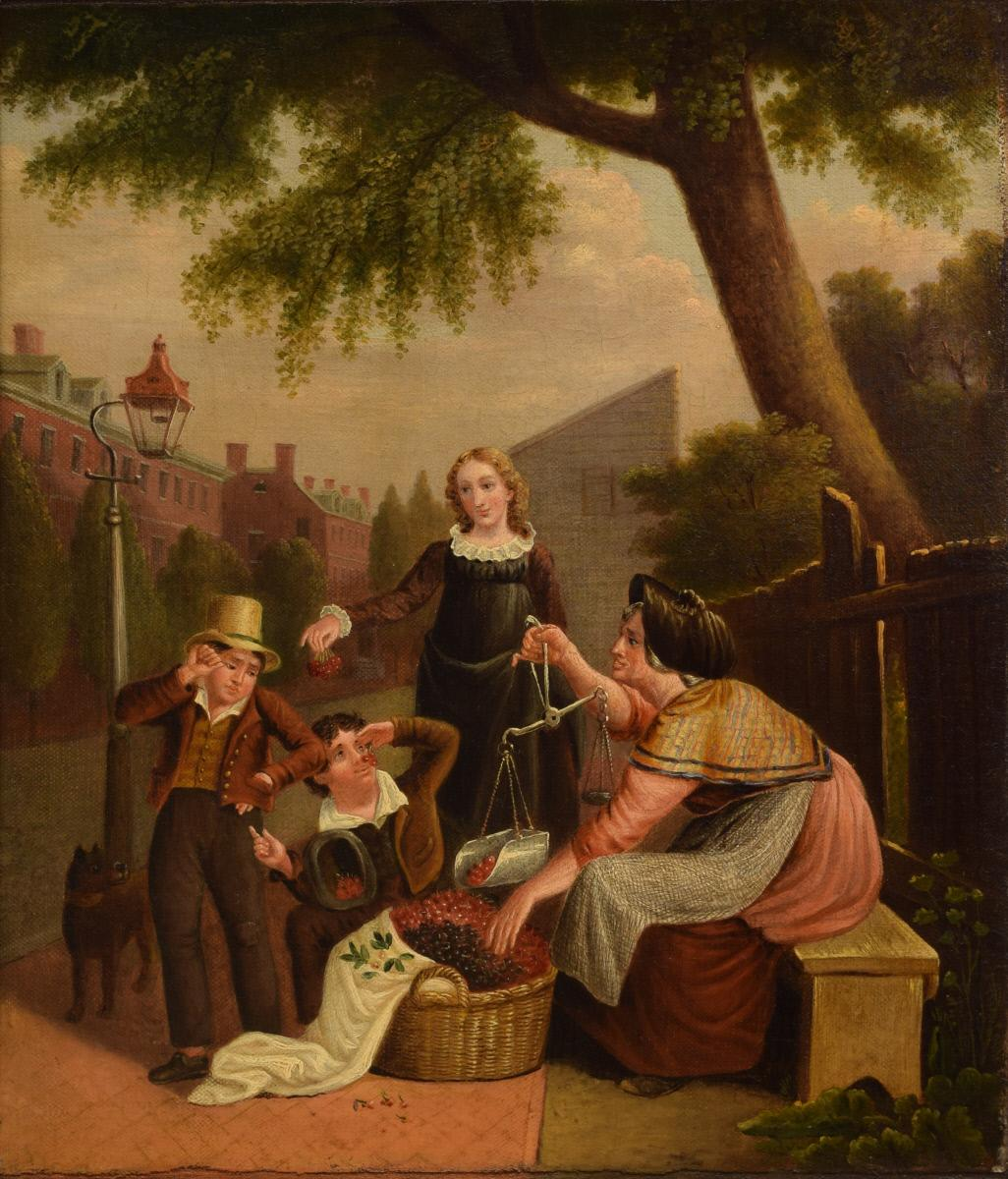
Торговка вишнями
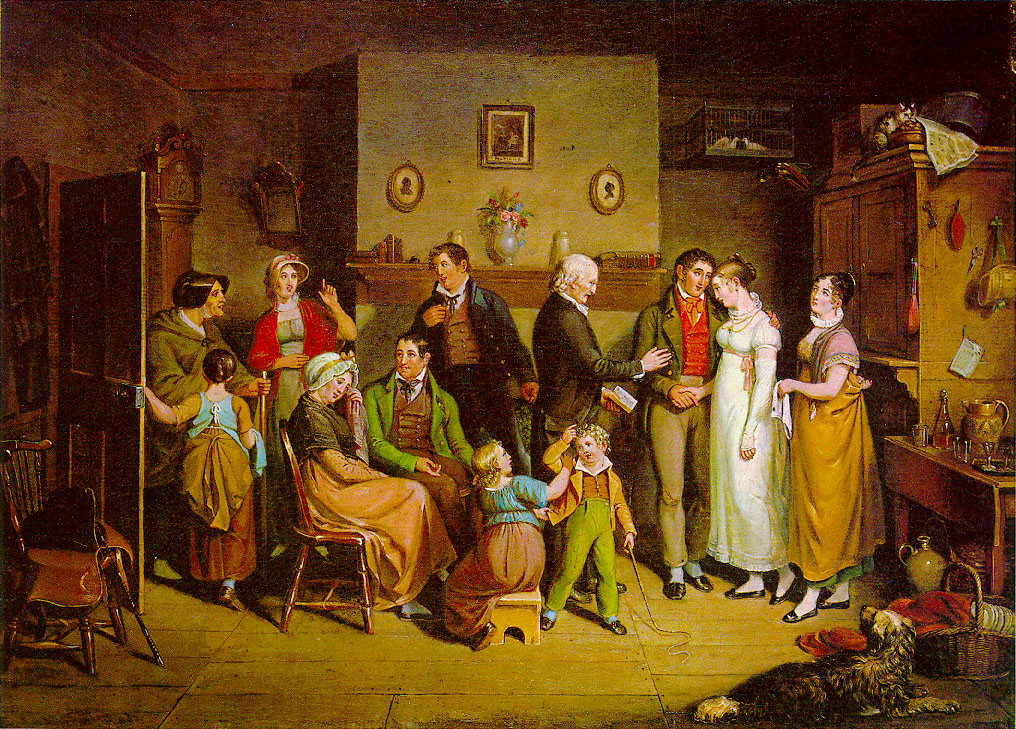
Деревенская свадьба
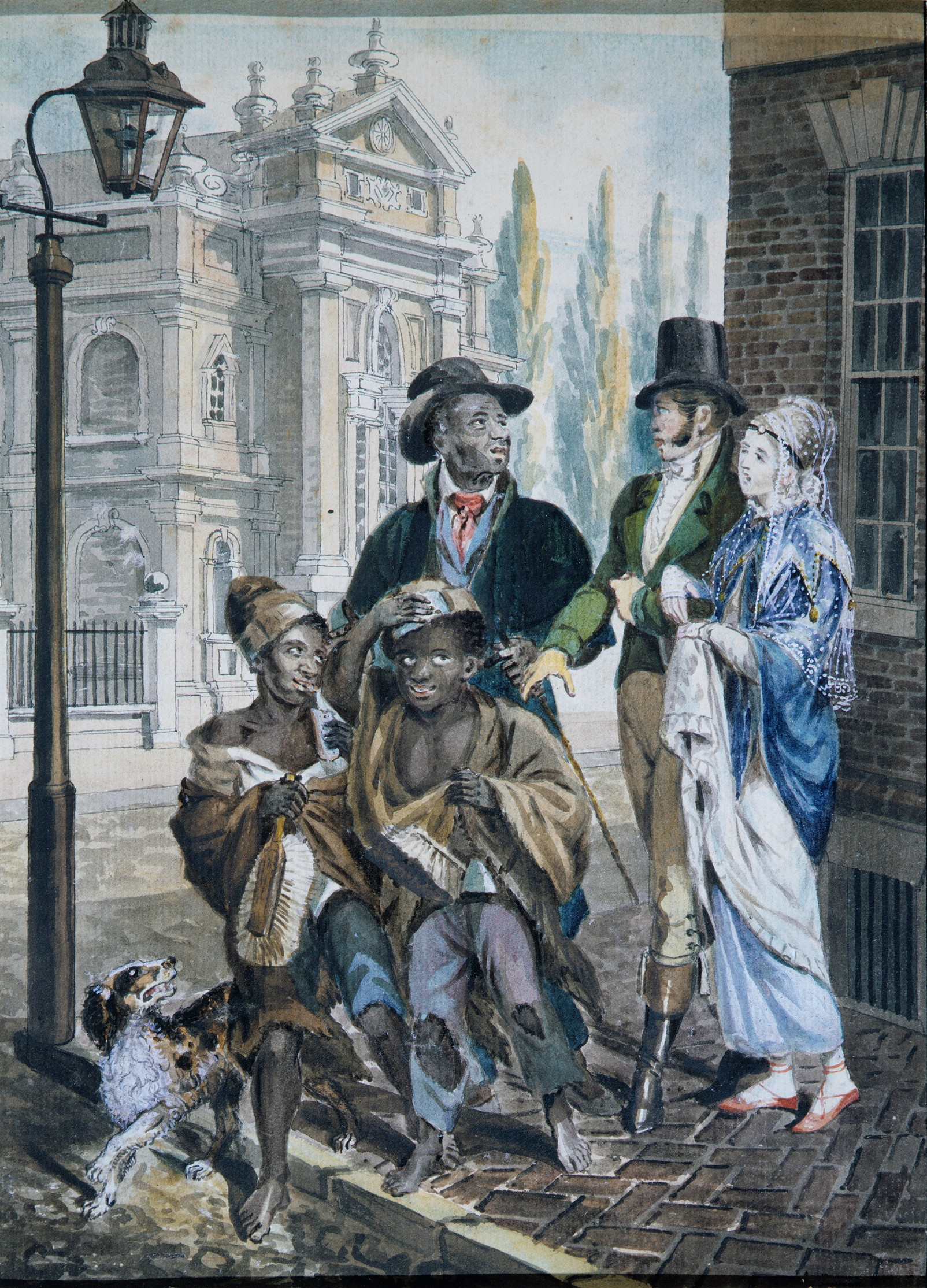
Уличная сцена в Филадельфии
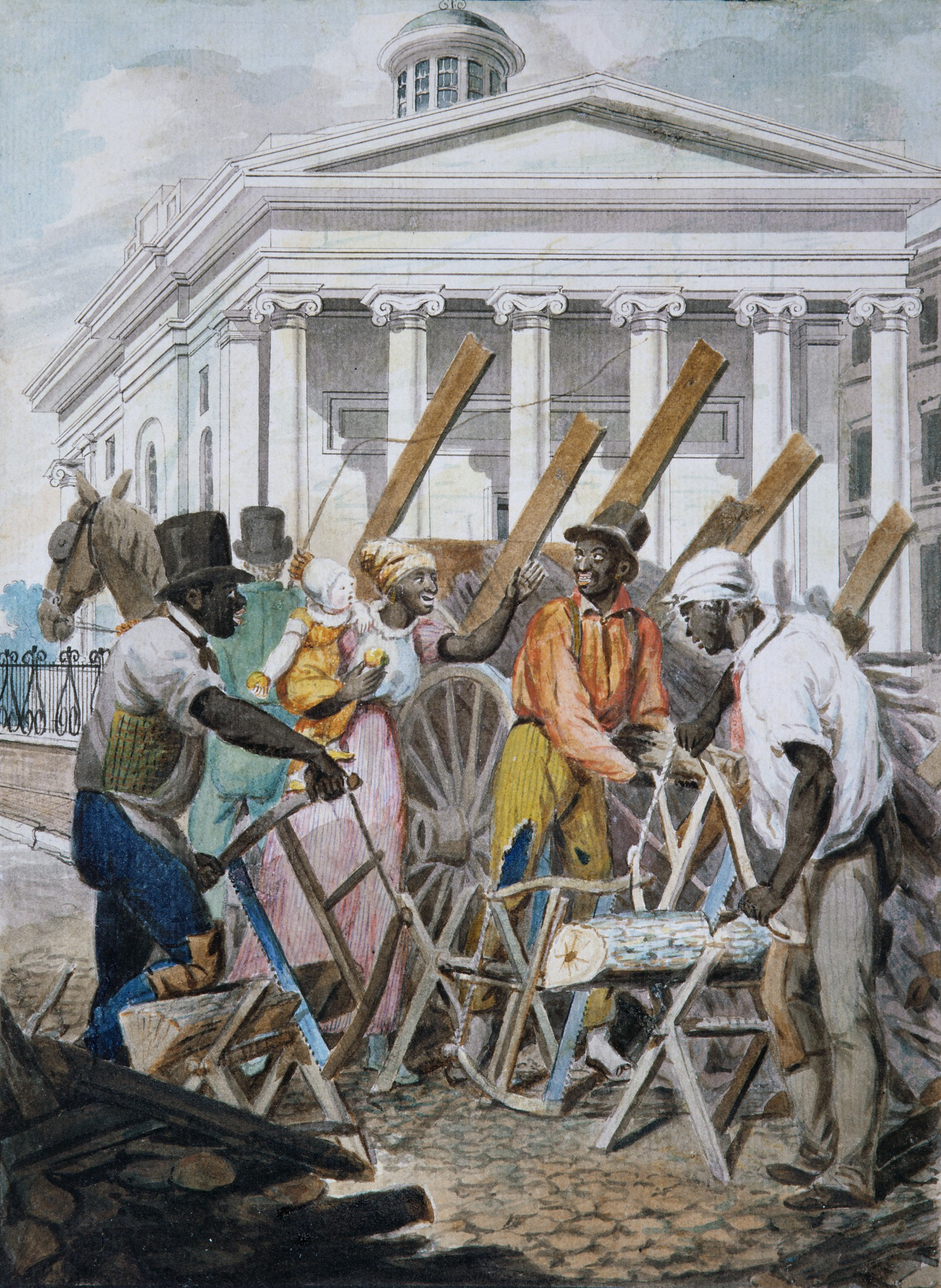
Пилка дров перед зданием Банка Пенсильвании
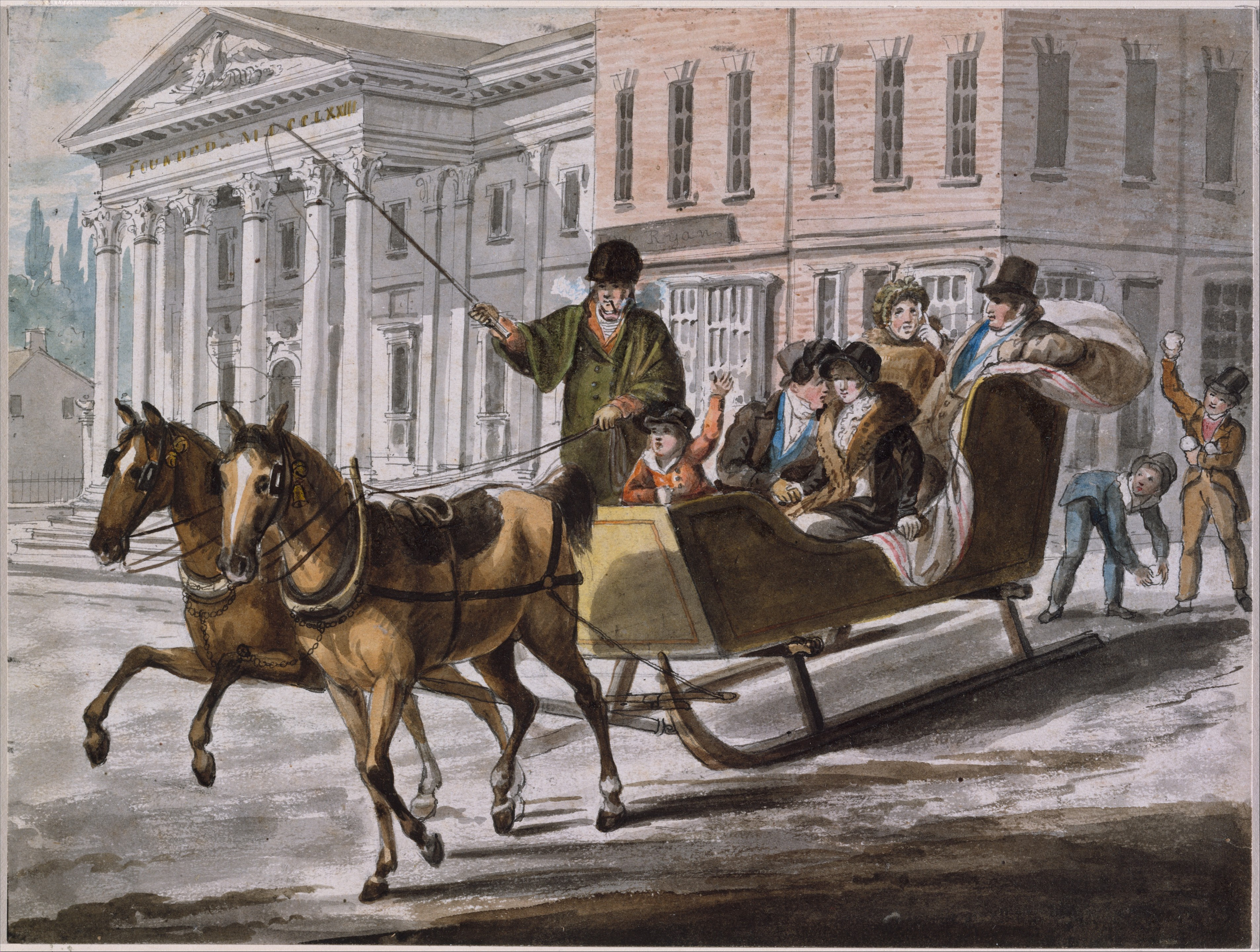
Зима в Филадельфии
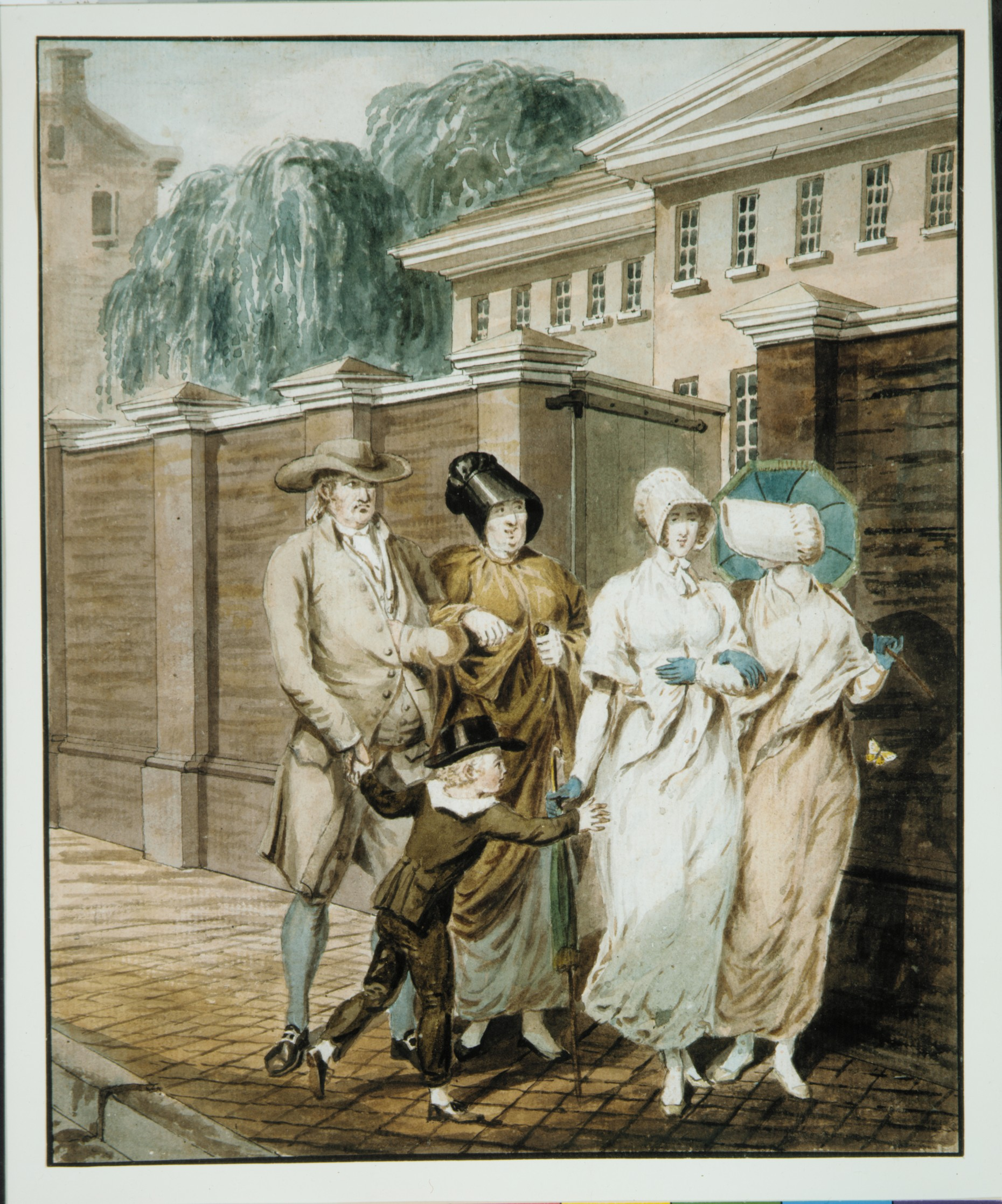
Семейство филадельфийских квакеров в воскресенье перед церковью («домом собраний»)
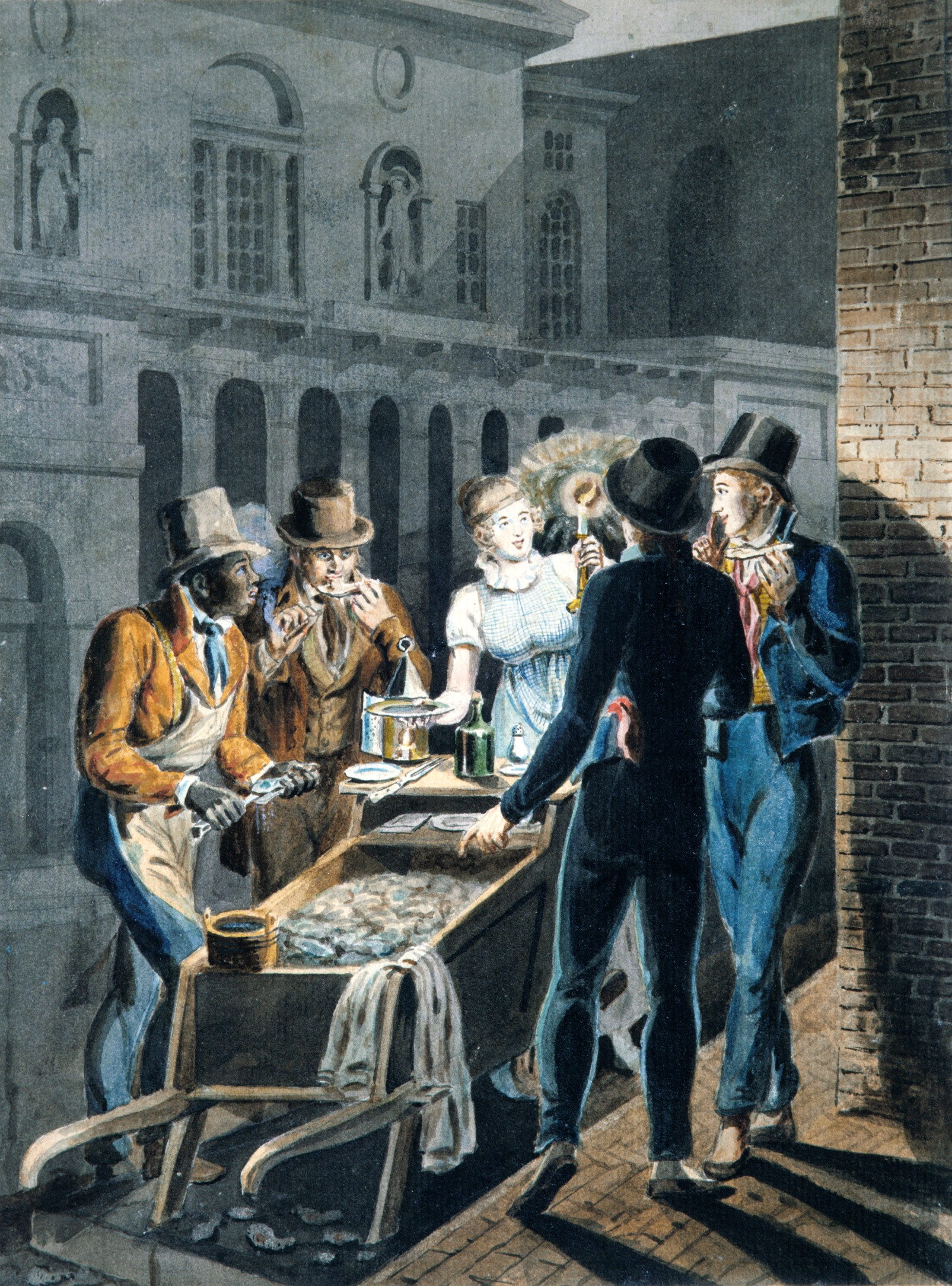
Торговля устрицами ночью перед театром
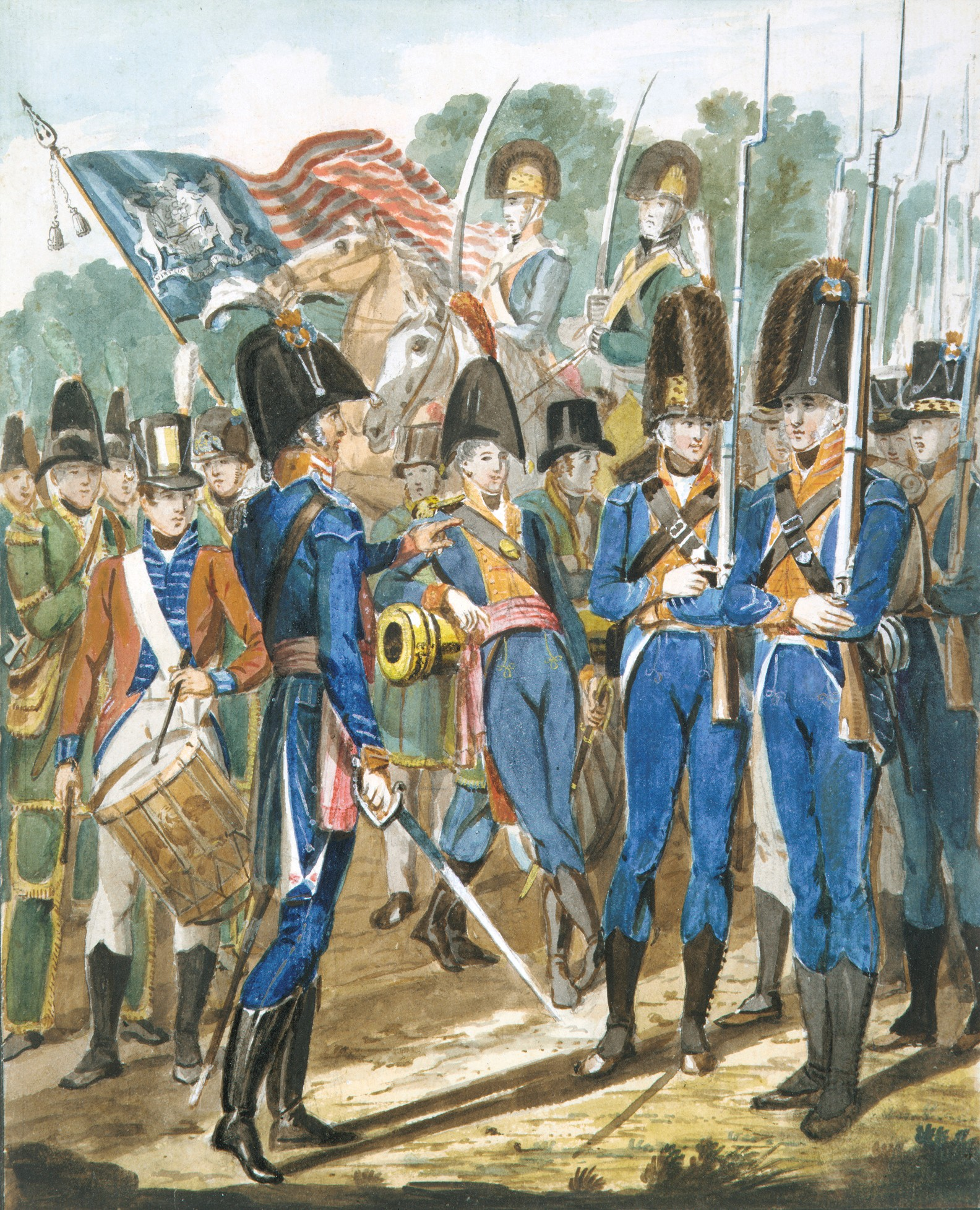
Американские солдаты
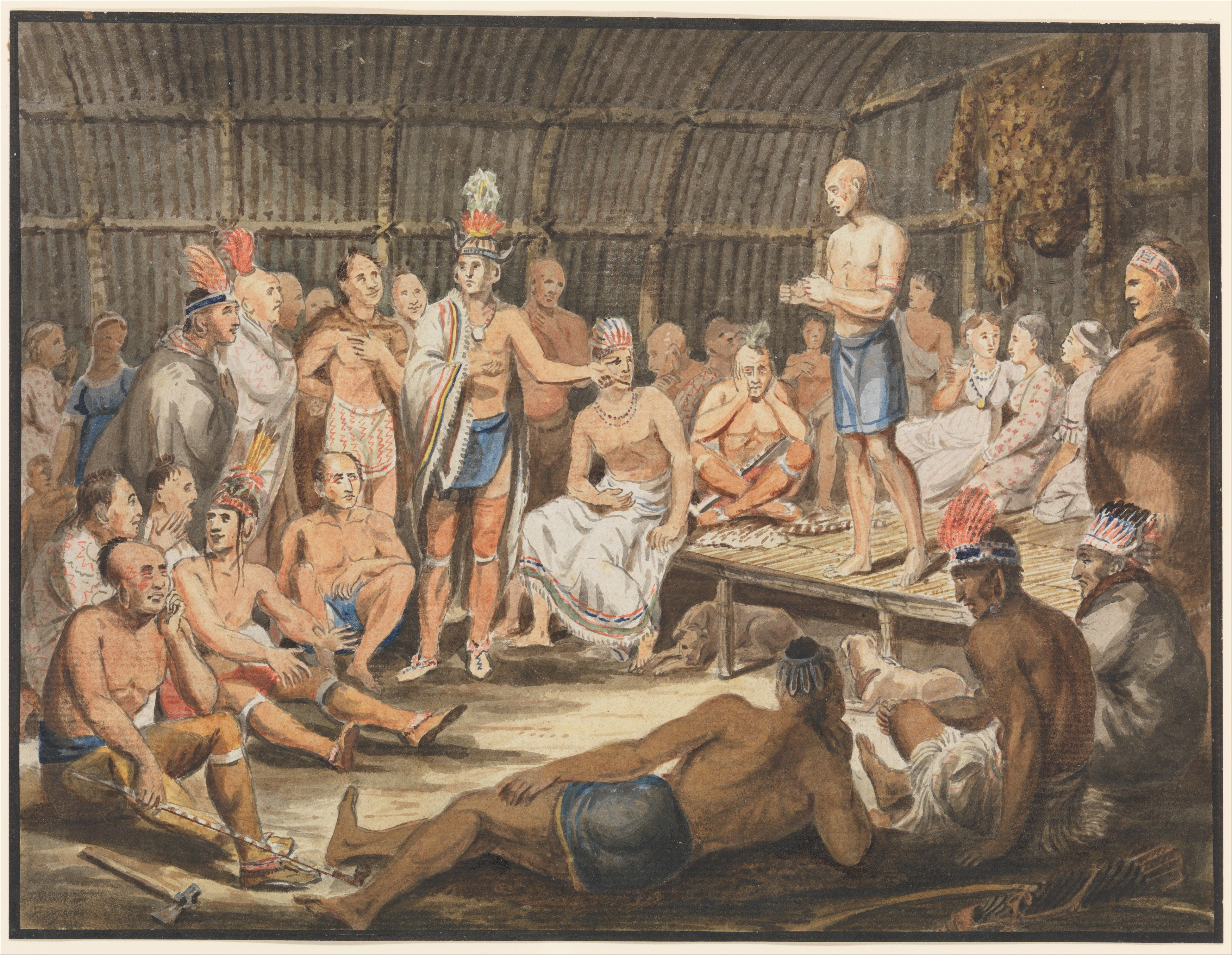
Церемония коренных американцев
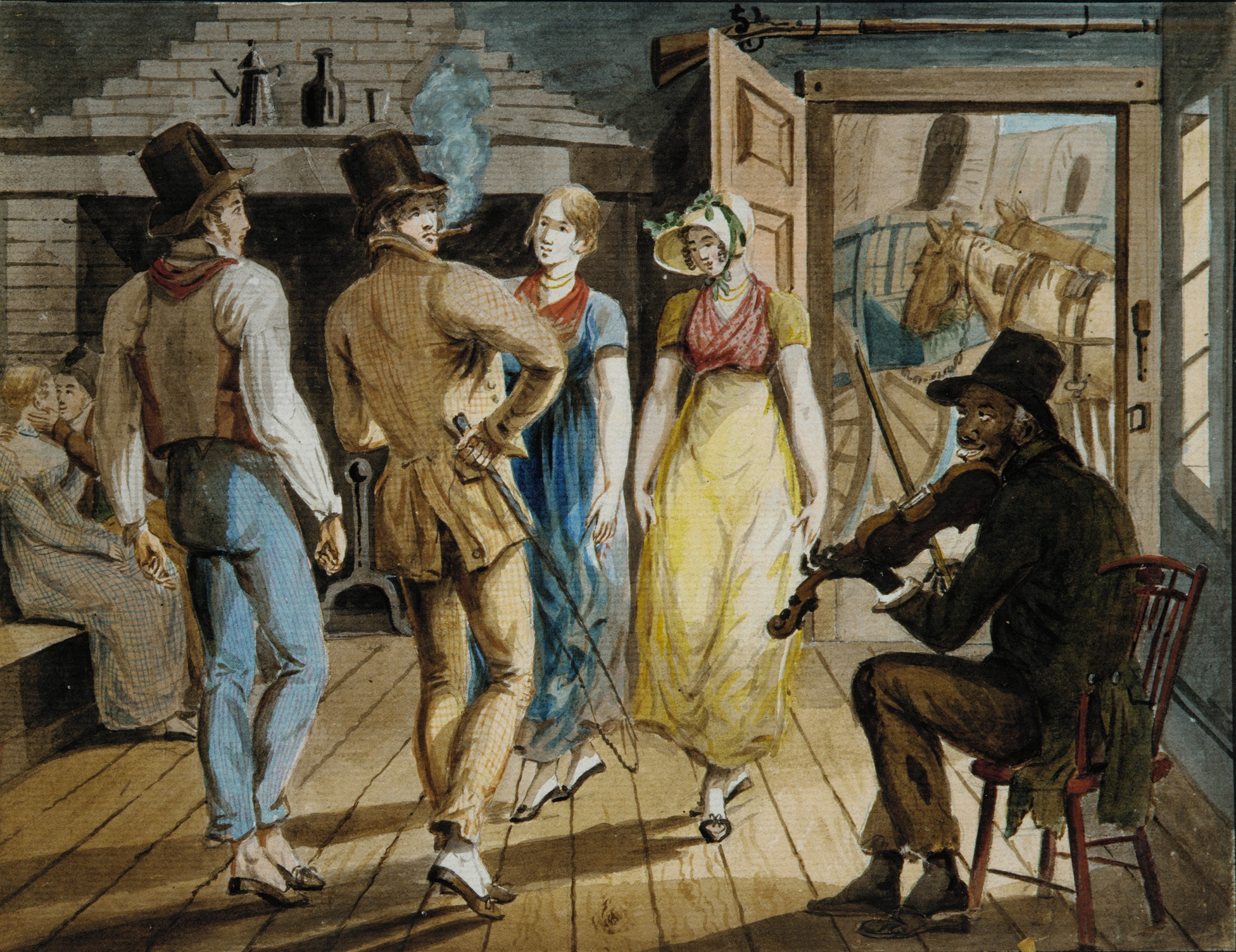
Танцы в придорожной гостинице